# オスカー・グレーニング

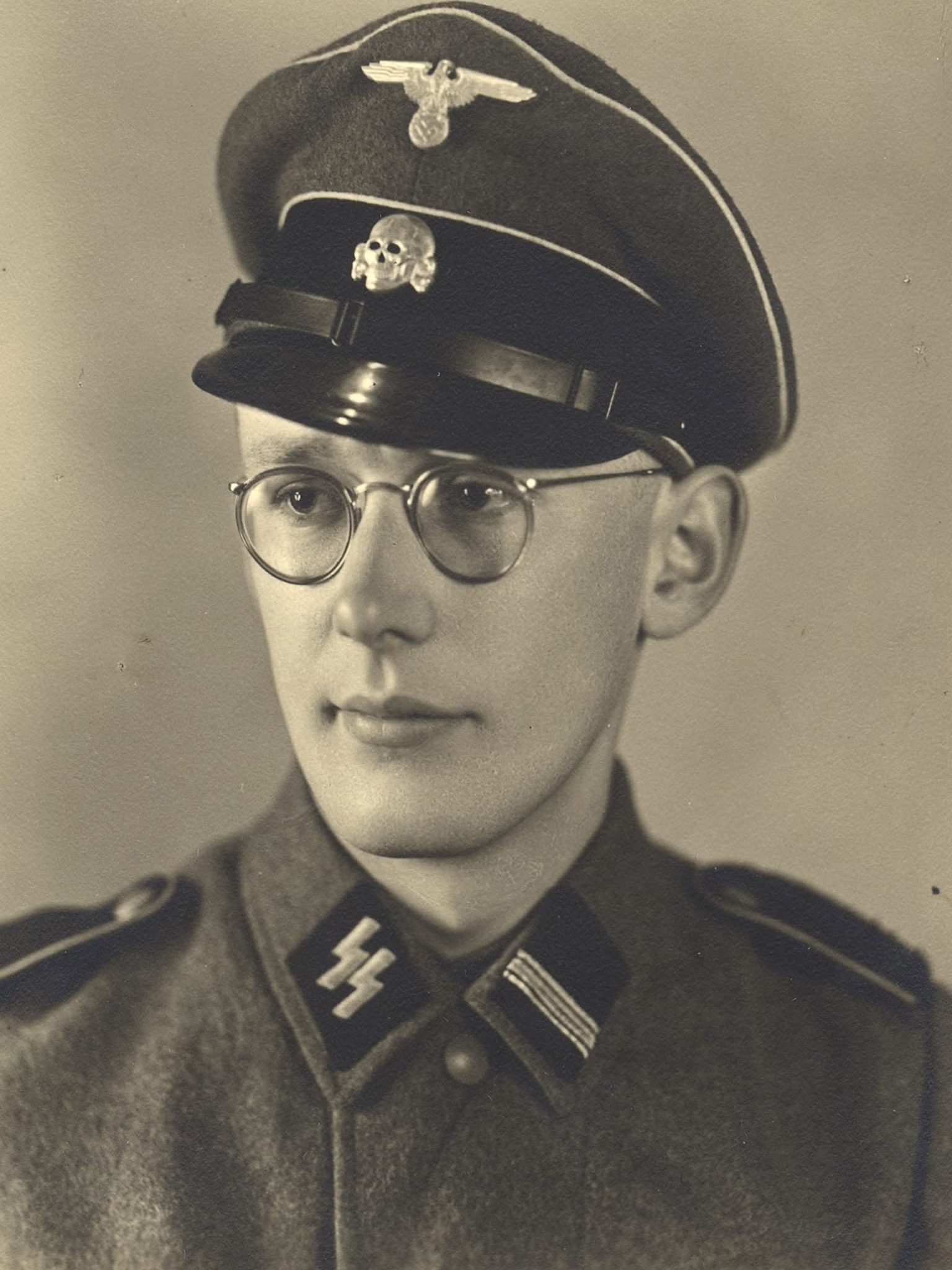
親衛隊兵長時代のグレーニング

オスカー・グレーニング（ドイツ語: Oskar Gröning、1921年6月10日 -2018年3月9日）は、武装親衛隊元隊員。「アウシュビッツの簿記係（Bookkeeper of Auschwitz）」と呼ばれていた。

## 生涯
ドイツ・ニーダーザクセン州ニーンブルク/ヴェーザーに住む保守的な労働者一家に生まれ育った。幼くして母親を亡くし、従軍経験がある父親は鉄兜団のメンバーとして活動していた。
グレーニングは17歳で銀行員として働き始めるも第二次世界大戦が始まり、1939年にナチ党に入党。1940年には親衛隊に志願し、入隊後は銀行勤務の経験を見込まれ、給与管理や簿記など事務仕事に従事する。
1942年、アウシュヴィッツ＝ビルケナウ強制収容所に配属された。収容所に到着した人の所持品を記録し金品をベルリンの本部に送る業務に従事した。この間、グレーニングは兵長から伍長に昇進し、スターリングラード攻防戦で戦死した兄弟の婚約者と結婚した。
アウシュビッツでの数々の虐殺行為を目撃して不快感を覚えたグレーニングは度々戦闘部隊への転属を願い出ていたが、1944年にようやく転属が許可された。アルデンヌでの戦闘に参加したが、負傷してドイツ国内の病院に入院し終戦を迎えた。この際アウシュヴィッツでの勤務が自分にとって不利となると見たグレーニングは、経歴書に偽の経歴を記述している。
1945年6月10日、病院でイギリス軍に逮捕され、イギリスに送られて1947年まで捕虜生活をした。ポーランド政府がイギリス政府に提供した戦犯候補リストに「疑わしい人物」の一人として名前が載っていたが、最終的には他の「疑わしい人物」達と一緒に釈放された。
釈放後、故郷に帰ったが、元親衛隊員ということで銀行に就職できず、ガラス工場に会計士として就職し、最終的には人事管理責任者に就任し、労働裁判の名誉判事に選ばれるなど中産階級の生活を享受した。アウシュヴィッツでの体験は家族にもほとんど語らず、その様子を訝しんだ父の義母が追求した際は激昂したほど話題にすることを嫌っていた。
グレーニングは切手集めを趣味としており、趣味仲間が集う地元の会合で、ホロコースト否認論を展開しグレーニング自身にも否認論のパンフレットを読むよう勧めてきた男と出会ったのをきっかけにアウシュヴィッツでの自身の目撃を基に、自身の虐殺への関与は否定しつつホロコースト否定論者への反証をする運動に加わった。自身の経歴を公表して以降グレーニングのもとには多くの手紙や電話が届いたが、そのことごとくがアウシュヴィッツに勤務していた親衛隊員であったグレーニングの口からホロコースト否認論を主張させようと促すものだった。
2005年、イギリスのBBCのドキュメンタリー「Auschwitz: the Nazis and the "Final Solution".」で、「I saw the gas chambers. I saw the crematoria」（私はガス室を見た。焼却炉も見た。）と語っている。
しかし、このことからグレーニング自身にも戦犯容疑がかけられるようになった。
1985年、不起訴となった。2011年の判決で、収容所元看守が虐殺への直接関与がなくても殺人幇助で有罪とされたことから、グレーニングは、1944年5月から7月にかけてユダヤ人など30万人の虐殺に関わったとして殺人幇助罪に問われ2014年9月に起訴された。
2015年4月21日、リューネブルクで初公判が開かれた。グレーニングは、「手を血で染めたことはない」と直接の関与を否定したが、収容者を強制労働とガス室送りとに仕分ける作業に関与していたことを認め、「道義的な共同責任があることは疑いない。許しを請いたい」と述べた。この時点で短い距離の移動にすら歩行補助器具や人の手を借りなければならないほど衰え、ホロコーストの啓蒙活動に従事していたグレーニングを収監することには生存者の間からも疑問の声があがり、「収監よりも、引き続き啓蒙活動をさせた方が良い」という意見も上がっていた。
2017年12月、禁錮4年の刑が確定。高齢のために収監を免除するように嘆願書を提出したが拒否された。
しかし、収監されないまま2018年3月9日金曜日に、病院で老衰のために死亡したと弁護士が検察局に報告した。